# مافغة (كوشك)
مافغة (بالفارسية: مافگه) هي منطقة سكنية تقع في إيران في قسم كوشك الريفي. يقدر عدد سكانها بـ 263 نسمة بحسب إحصاء 2016.